# Альманса
Альманса (ісп. Almansa) — муніципалітет в Іспанії, у складі автономної спільноти Кастилія-Ла-Манча, у провінції Альбасете. Населення — 25 024 особи (2014).
Муніципалітет розташований на відстані близько 280 км на південний схід від Мадрида, 70 км на схід від Альбасете.

## Демографія
Динаміка населення (INE ):

## Галерея зображень

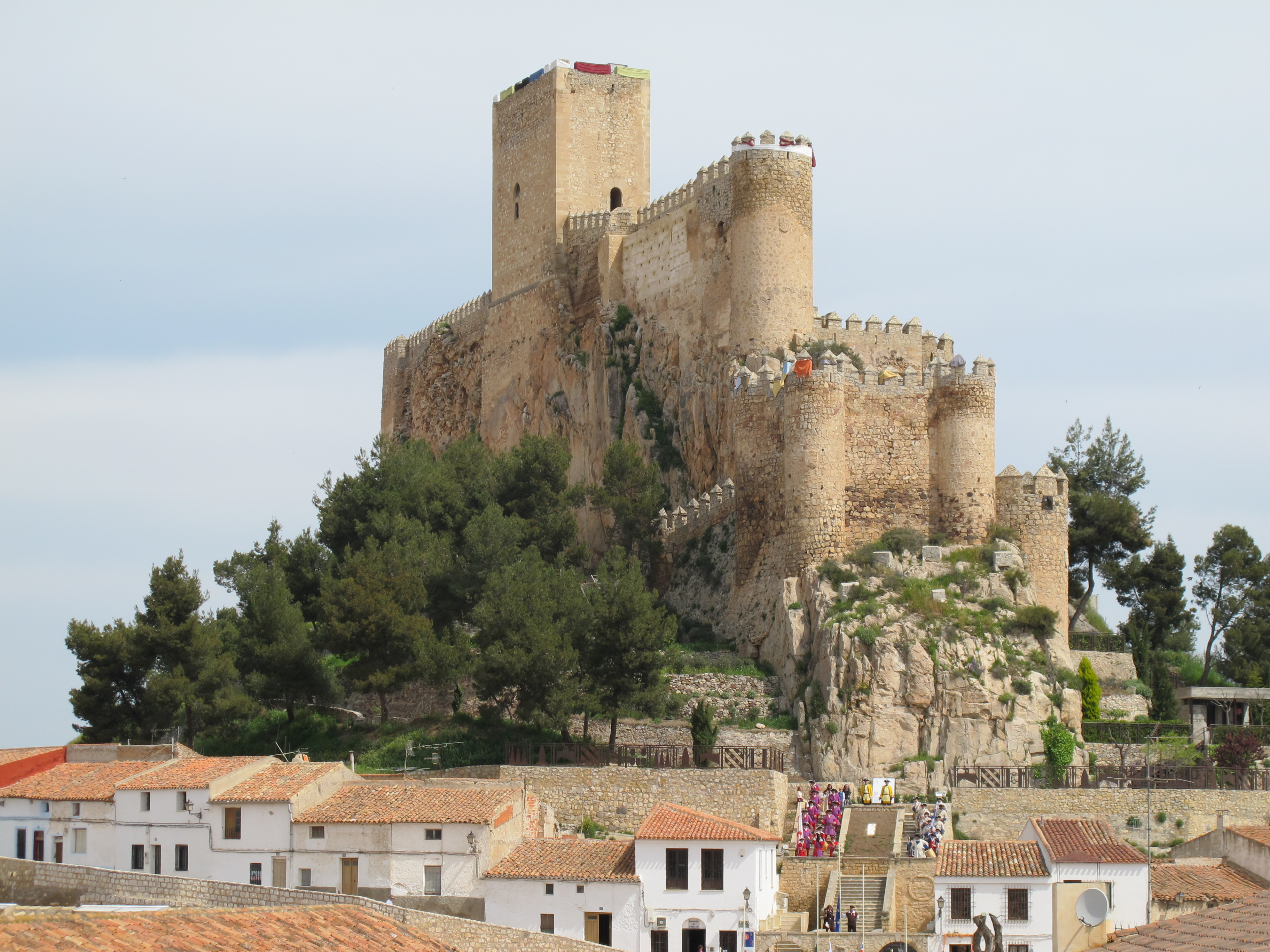
Замок Альманси
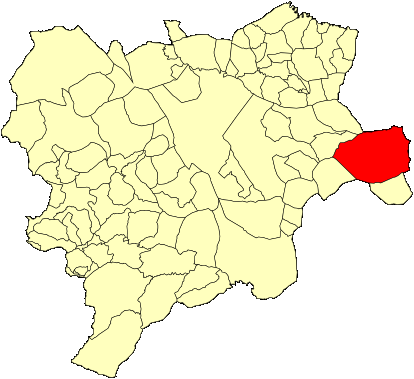
Розташування муніципалітету Альманса
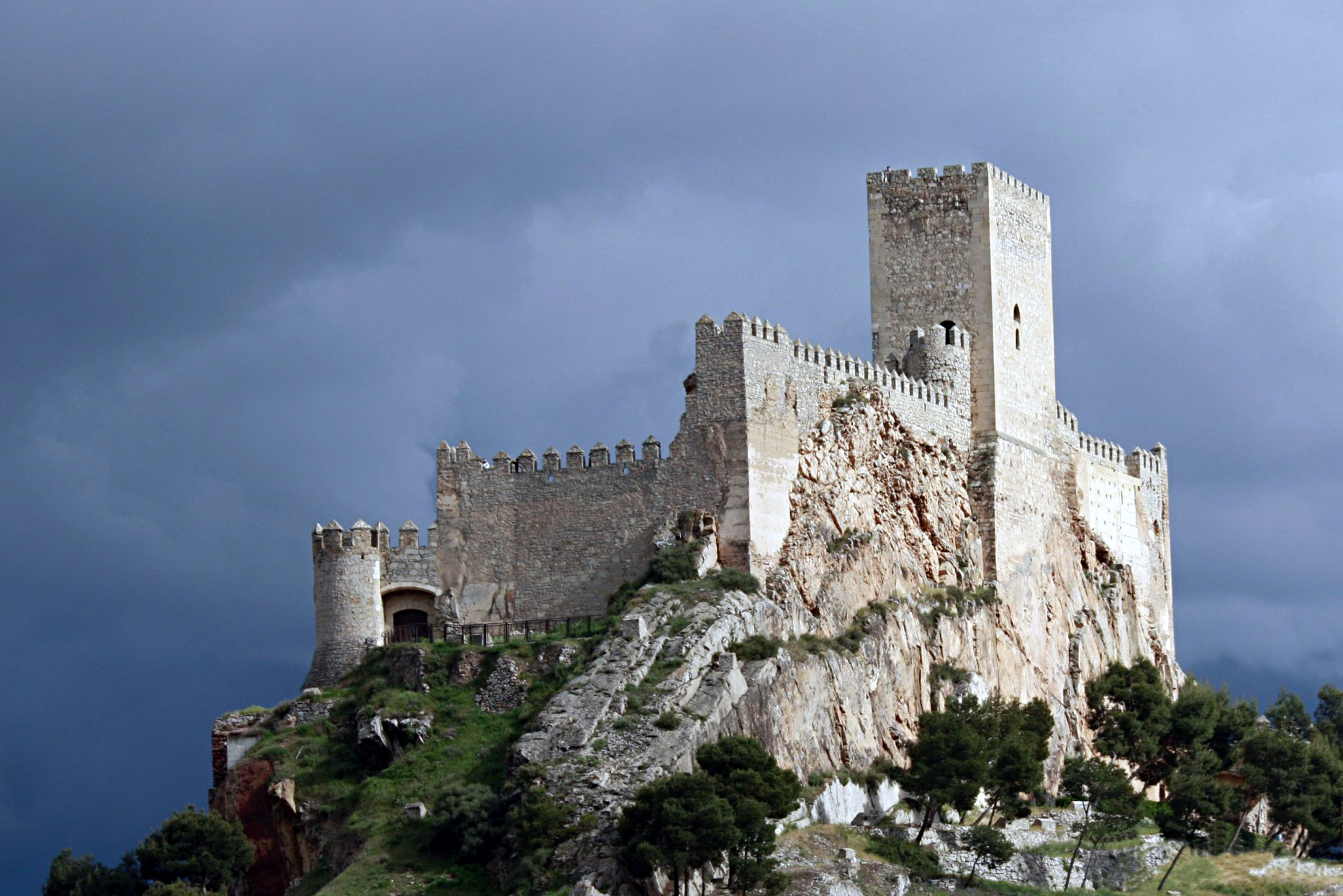
Замок Альманси (на задньому плані), ратуша, на площі Санта-Марія
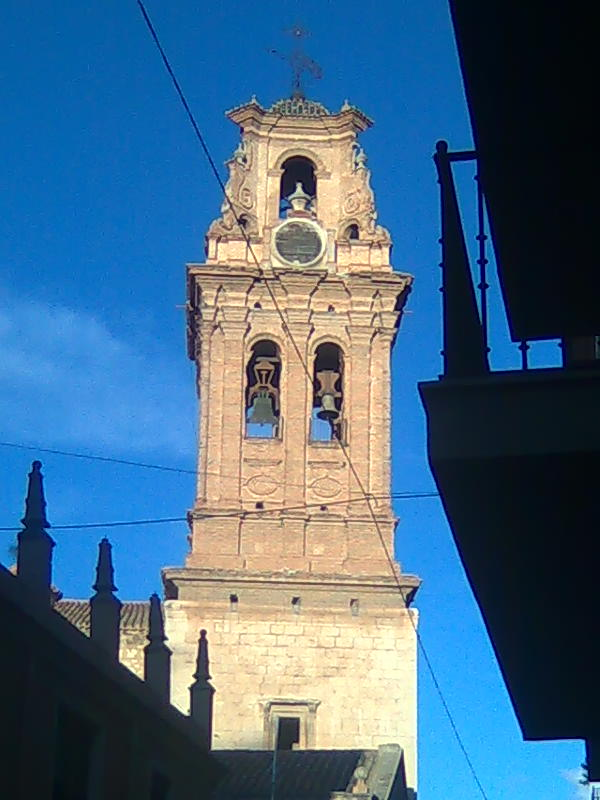
Дзвіниця церкви Успіння